# اسرار ایزیس

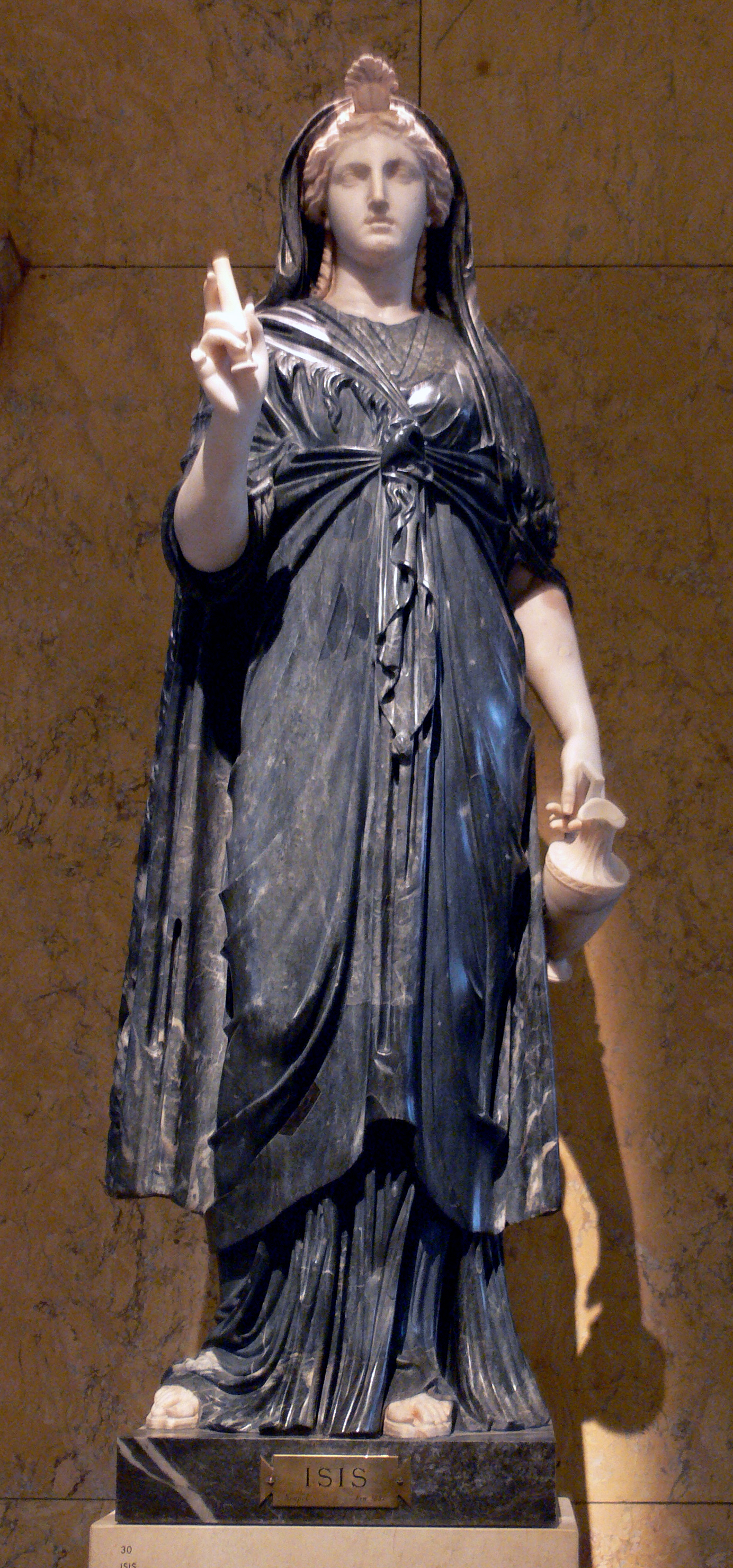
مجسمه رومی ایزیس، قرن دوم میلادی

اسرار ایزیس (انگلیسی: Mysteries of Isis) «اسرار» یا آداب و مراسم و مناسک تشرف به دین در فرقه یا کالت الهه مصر باستان، ایزیس بود که در جهان یونانی رومی انجام می‌شد. آنها از فرقه‌های اسرارآمیز یونانی-رومی دیگر، به‌ویژه اسرار الوزیس به افتخار الهه‌های یونانی دمتر و پرسفونه الگوبرداری شدند و زمانی بین قرن سوم پیش از میلاد و قرن دوم میلادی. علیرغم منشأ عمدتاً عصر هلنیستی، این اسرار به اعتقاداتی از دین مصر باستان اشاره داشت که در آن پرستش ایزیس به وجود آمد و ممکن است جنبه‌هایی از آیین مصر را دربرداشته باشد. اگرچه ایزیس در سراسر جهان یونانی-رومی پرستش می‌شد، مناسک اسرارآمیز تنها در چند منطقه انجام می‌شد. در مناطقی که آنها آیین را اجرا می‌کردند، برای تقویت تعهد فداییان به فرقه ایزیس خدمت می‌کردند، اگرچه آنها ملزم به پرستش او انحصارگرایی دینی نبودند، و فداییان ممکن است با شروع به کار در سلسله مراتب فرقه ارتقا یافته باشند. همچنین تصور می‌شد که این آیین‌ها تضمین می‌کردند که روح آغازگر، با کمک الهه، پس از مرگ در حالتی سعادت‌آمیز ادامه یابد.
بسیاری از متون امپراتوری روم به اسرار ایزیس اشاره دارند، اما تنها منبعی که آنها را توصیف می‌کند، یک اثر داستانی، رمان «الاغ طلایی» است که در قرن دوم پس از میلاد نوشته شده‌است. آپولیوس. در آن، فرد نوکیش ایزیسی قبل از فرود به درونی‌ترین قسمت معبد ایزیس، دستخوش جزئیات آیین طهارت می‌شود، جایی که او مرگ و تولدی نمادین را تجربه می‌کند و شخصاً تجربه دینی، ظهور خدا به انسان شدید دارد.
برخی از وجوه اسرار (آداب تشرف به دین) ایزیس و سایر فرقه‌های دارای اسرار، به ویژه ارتباط آنها با جهان پس از مرگ، شبیه عناصر مهم مسیحیت است. این سؤال که آیا آنها بر مسیحیت تأثیر گذاشته‌اند یا خیر بحث‌برانگیز است و شواهد آن نامشخص است. امروزه برخی از محققان این شباهت‌ها را به پیشینه فرهنگی مشترک نسبت می‌دهند تا تأثیر مستقیم. در مقابل، روایت آپولیوس در دوران مدرن تأثیرات مستقیمی داشته‌است. از طریق توصیف او، اسرار ایزیس بر بسیاری از آثار داستانی و مدرن برادری تأثیر گذاشته‌است، و همچنین بر این باور گسترده‌است که مصریان باستان خود سیستم پیچیده‌ای از آداب تشرف به دین اسرارآمیز داشتند.